# Megabothris abantis
Megabothris abantis är en loppart som först beskrevs av Rothschild 1905.  Megabothris abantis ingår i släktet Megabothris och familjen fågelloppor. Inga underarter finns listade i Catalogue of Life.